# 11854 Ludwigrichter
11854 Ludwigrichter (1988 RM3) là một tiểu hành tinh vành đai chính được phát hiện ngày 8 tháng 9 năm 1988 bởi F. Borngen ở Tautenburg.